# George Town (Malezja)
George Town, Georgetown – miasto w Malezji, na wschodnim wybrzeżu wyspy Penang, nad Morzem Andamańskim, stolica stanu Penang. Około 708 tys. mieszkańców (rok 2010). W 2008 roku George Town wraz z miastem Malakka zostało wpisane na listę światowego dziedzictwa UNESCO.

## Miasta partnerskie
- Adelaide, Australia
- Medan, Indonezja
- Xiamen, Chińska Republika Ludowa
- Prefektura Kanagawa, Japonia